# Resérvame el vals
Resérvame el vals (Título original en inglés, Save Me the Waltz) es la única novela de Zelda Fitzgerald. Publicada en 1932, es un relato semiautobiográfico de su vida y matrimonio con F. Scott Fitzgerald.

## Trasfondo
En la década de 1930, Zelda Fitzgerald ya había entrado y salido de las instalaciones psiquiátricas, y su esposo se quedó estancado escribiendo su próximo trabajo; no había producido una novela desde 1925, El gran Gatsby. Después de un episodio de histeria, Zelda fue ingresada en la Clínica Phipps en el Hospital Johns Hopkins en Baltimore el 12 de febrero de 1932 para ser tratada por el Dr. Adolf Meyer, experto en esquizofrenia. Como parte de su rutina de recuperación, pasó al menos dos horas al día escribiendo.
Zelda desarrolló un vínculo con una joven residente, la Dra. Mildred Squires, y hacia fines de febrero compartió un aspecto de su novela con Squires, quien le escribió a Scott que la novela era vívida y tenía encanto. Mientras tanto, Scott se preocupó de que el tratamiento de Zelda consumiera todo su dinero, por lo que dejó de lado su novela para trabajar en historias cortas para financiar el tratamiento. Zelda le escribió a Scott desde el hospital: "Estoy orgullosa de mi novela, pero apenas puedo contenerme lo suficiente para escribirla. Te gustará: es claramente École Fitzgerald, aunque más extática que la suya, tal vez demasiado". Zelda escribía furiosamente; terminó la novela el 9 de marzo y la envió al editor de Scott, su amigo Maxwell Perkins en Scribner's.
Cuando Scott finalmente vio el manuscrito, se indignó. La novela de Zelda se había inspirado mucho en su propia vida, al igual que los escritos anteriores de Scott; pero Scott estaba molesto porque la novela en la que había estado trabajando durante cuatro años se basó en muchos de los mismos eventos en su vida. También estaba enojado porque ella había nombrado a Amory Blaine, el esposo de su heroína, el nombre del joven protagonista de la primera novela de Scott, This Side of Paradise. [5] Zelda le escribió: "También temía que pudiéramos haber tocado el mismo material". [6] Scott la obligó a revisar ampliamente, aunque se desconoce el alcance exacto de las revisiones debido a que su manuscrito original y las revisiones iniciales están perdidas. (Scott usaría gran parte del mismo material autobiográfico en su novela Tender Is the Night de 1934). Finalmente, ganó la aprobación de Scott; le escribió a Perkins: "Aquí está la novela de Zelda. Es una buena novela ahora, tal vez una muy buena novela. Estoy demasiado cerca para contarla. Tiene las fallas y las virtudes de una primera novela... Se trata de algo y Absolutamente nuevo, y debería vender". 
Zelda firmó el contrato para publicar el libro el 14 de junio de 1932. Se publicó el 7 de octubre con una impresión de 3010 copias (no inusualmente baja para una primera novela en medio de la Gran Depresión ) en papel barato, con Una cubierta de lino verde. 

## Trama
Save Me the Waltz, según Zelda, deriva su título de un catálogo de discos Victor, y sugiere el brillo romántico de la vida que F. Scott Fitzgerald y ella vivieron y que las novelas de Scott han escrito indeleblemente en la historia literaria y cultural estadounidense. Dividida en cuatro capítulos, cada uno de los cuales se divide en tres partes, la novela es una narración cronológica de cuatro períodos en las vidas de Alabama y David Knight, nombres que no son más que pequeños disfraces para sus contrapartes de la vida real.
Save Me The Waltz es la historia de Alabama Beggs, una chica que "quería su propia manera de hacer las cosas", que se casa con un artista de veintidós años, David Knight. Al igual que Zelda y Scott, Alabama conoció a David cuando era un oficial del Ejército estacionado en su ciudad del sur durante la Primera Guerra Mundial. Knight se convierte en un pintor exitoso, y la familia se muda a la Riviera, donde Alabama tiene un romance con un aviador francés. Más tarde, David la abandona en una cena de pesadilla para pasar la noche con una bailarina de moda. Determinada a tener éxito por derecho propio, Alabama decide convertirse en una bailarina y se dedica incansablemente a la causa. Ella crece más y más lejos de su marido y su hija. Se le ofrece la oportunidad de bailar partes destacadas en una compañía prestigiosa en Nápoles, y ella la toma y se va a vivir sola a la ciudad; En la vida a Zelda se le ofreció una oportunidad similar pero no la aprovechó. Alabama baila su debut como solista en la ópera Faust. Una ampolla se infecta con el pegamento en la caja de su zapato del dedo del pie, lo que lleva al envenenamiento de la sangre, y Alabama nunca puede volver a bailar. Aunque exteriormente exitoso, Alabama y David son miserables. Al final de la novela, regresan al sur, donde el padre de Alabama se está muriendo. Aunque ella dice lo contrario, sus amigos del sur continúan hablando de lo feliz y afortunada que es Alabama. Alabama busca el significado de la muerte de su padre, pero no encuentra ninguno.
Mientras limpia después de su fiesta final antes de regresar a sus vidas infelices, Alabama comenta (un interesante contraste con las líneas finales de The Great Gatsby), el hecho de vaciar los ceniceros es "muy expresivo de mí misma. Acabo de agrupar todo en un gran montón que he etiquetado como 'el pasado', y habiendo vaciado así este depósito profundo que una vez fui, estoy lista para continuar". 
El último párrafo muestra a los Caballeros inmóviles: "Se sentaron en la agradable penumbra de la tarde, mirándose el uno al otro a través de los restos de la fiesta; las gafas de plata, la bandeja de plata, los rastros de muchos perfumes; se sentaron juntos viendo el crepúsculo fluir a través de la sala de estar tranquila que estaban dejando como la corriente clara y fría de un arroyo de truchas ".

## Recepción
La mayoría de los críticos se mostraron negativos sobre el libro, considerando que el libro se sobrescribió, los personajes eran débiles y poco interesantes, y escenas que deberían haber sido una tragedia en lugar de una "arlequinada". The New York Times escribió: "No es solo que sus editores no consideren adecuado frenar una exuberancia casi ridícula de la escritura, sino que no le han dado al libro los servicios elementales de un lector literario". Zelda estaba casi deprimida las críticas negativas, aunque reconoció a Perkins que una revisión de William McFee, escrita en The New York Sun, era al menos inteligible. McFee escribió: "En este libro, con toda su crudeza de concepción, sus despiadados robos de trucos técnicos y su patético esfuerzo por la profundidad filosófica, existe la promesa de una nueva y vigorosa personalidad en la ficción". Malcolm Cowley, un Amigo de los Fitzgerald, leyó el libro y le escribió a Scott: "Me conmueve mucho: ella tiene algo allí que nadie había dicho antes". 
Ella había estado trabajando durante el otoño de 1932 en una segunda novela, basada en sus experiencias en el tratamiento psiquiátrico. Pero la reacción de Scott fue cruel. En una pelea antes de que Zelda fuera readmitida al tratamiento, Fitzgerald dijo que su novela era "plagiada, imprudente en todo sentido... no debería haber sido escrita". Zelda preguntó: "¿No querías que fuera escritora?" Aunque alguna vez lo hizo Scott, criticó: "No, no me importa si eras un escritora o no, si eras buena... [pero] eres una escritora de tercera categoría y un bailarina de ballet de tercera clase". El psiquiatra estuvo de acuerdo con Scott. Zelda estaba devastada; Ella nunca publicó otra novela.